# Бойсе (город)
Бо́йсе (англ. Boise [ˈbɔɪsiː] (местное произношение) или [ˈbɔɪziː]) — административный центр и крупнейший город штата Айдахо, США, и окружной центр округа Эйда.
Город Бойсе расположен на реке Бойсе, он является главным городом агломерации Бойсе и крупнейшим городом между Солт-Лейк-Сити (штат Юта) и Портлендом (штат Орегон). По оценке на 2017 год численность населения Бойсе составляла 226 570 человек, а агломерации Бойсе — 709 845 человек. В 2010 году Бойсе находился на 104-м месте в списке самых населённых городов США.

## История
Первыми белыми, исследовавшими территорию нынешнего Бойсе, были французские охотники и торговцы пушниной. Их привлекли сюда лесами, росшими в этой засушливой местности вдоль реки. От французского слова bois (древесина, деревья) и пошло название сначала реки, а затем и укрепления Форт-Бойсе (примерно в 64 км (40 милях) к западу от нынешнего города, недалеко от деревни Парма, вниз по реке Бойсе вблизи её впадения в реку Снейк на границе штата Орегон. Этот форт был возведен Компанией Гудзонова залива в 1830-х годах. Он был заброшен в 1850-х годах, однако многочисленные убийства вдоль Орегонского пути подтолкнули армию США к восстановлению форта в 1863 году во время Гражданской войны.

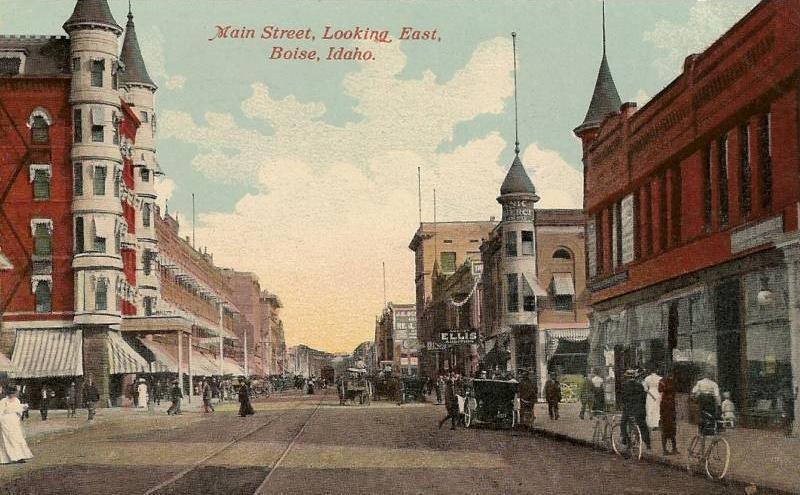
Главная улица города, 1911 год

Новое место строительства было выбрано потому, что оно находилось недалеко от пересечения Орегонского пути с важной дорогой, соединяющей два бурно развивающихся района добычи серебра (бассейны рек Бойсе и Овайхи). В середине 1860-х годов расположенный неподалёку Айдахо-Сити был значительно крупнее по населению, но выгодно расположенный на перекрёстке транспортных путей Форт-Бойсе быстро догонял его, и в 1863 году Бойсе был присвоен статус города. Первым административным центром Территории Айдахо был Льюистон в северном Айдахо, который в 1863 году был самым большим городом Северо-Запада, превышая население Олимпии, Сиэтла и Портленда, вместе взятых. Территория Айдахо превышала по размерам штат Техас. После создания Территории Монтана, административным центром значительно сократившегося Айдахо в 1866 году стало Бойсе.

## География и климат

### Географические сведения
Город расположен на юго-западе штата Айдахо в округе Эйда, в 66 километрах к востоку от Орегона и в 177 километрах к северу от Невады. Высота над уровнем моря — 824 метра. Большая часть города размещается на широком, ровном плато, протянувшемся на запад от делового центра. Бойсе занимает площадь 165,8 км², из которых 0,5 км² приходится на воду.

### Районы города
Бойсе делится на несколько районов:
- Деловой центр (Downtown) — сосредоточение экономической и культурной жизни города
- Университет (University) — преимущественно студенческие кампусы
- Север (The North End) — престижный жилой район, несколько дорогих ресторанов
- Юго-Запад (Southwest) — слабозаселённый район, неподалёку находится аэропорт
- Северо-Запад (Northwest) — спальный район
- Тёплые Ключи (Warm Springs) — небольшой, но наиболее престижный жилой район города, имеются горячие источники
- Юго-Восток (Southeast) — большой жилой район с малоэтажной застройкой
- Уступ (The Bench) — престижный жилой район
- Запад (West) — жилой район с преимущественно многоэтажной застройкой, несколько крупных торговых центров

### Климат
Климат Бойсе полупустынный, с четырьмя отчётливо выраженными сезонами в течение года. Лето сухое и жаркое (хотя по ночам может быть прохладно), зима холодная, умеренно-снежная. Осень и весна короткие, с частыми сменами погоды.
| Показатель                    | Янв.  | Фев.  | Март | Апр.  | Май  | Июнь | Июль | Авг. | Сен. | Окт.  | Нояб. | Дек.  | Год   |
| ----------------------------- | ----- | ----- | ---- | ----- | ---- | ---- | ---- | ---- | ---- | ----- | ----- | ----- | ----- |
| Абсолютный максимум, °C       | 17,2  | 21,6  | 27,7 | 33,3  | 37,7 | 42,7 | 43,8 | 43,3 | 38,8 | 34,4  | 25,5  | 21,1  | 43,8  |
| Средний суточный максимум, °C | 3,2   | 7,0   | 12,5 | 16,8  | 22,0 | 27,3 | 32,8 | 32,0 | 26,0 | 18,2  | 9,0   | 3,0   | 17,5  |
| Средняя температура, °C       | −0,7  | 2,2   | 6,6  | 10,1  | 14,7 | 19,4 | 24,0 | 23,4 | 18,0 | 11,2  | 4,1   | −1    | 11,0  |
| Средний суточный минимум, °C  | −4,6  | −2,6  | 0,7  | 3,5   | 7,5  | 11,5 | 15,2 | 14,7 | 10,0 | 4,3   | −0,6  | −5    | 4,5   |
| Абсолютный минимум, °C        | −33,3 | −26,1 | −15  | −11,6 | −5,5 | −1,1 | 1,6  | 0,0  | −5   | −11,6 | −23,3 | −31,6 | −33,3 |
| Норма осадков, мм             | 31    | 25    | 35   | 30    | 35   | 17   | 8    | 6    | 14   | 19    | 34    | 39    | 297   |
| Источник: NWS                 |       |       |      |       |      |      |      |      |      |       |       |       |       |

## Население
Согласно переписи населения 2010 года в Бойсе проживало 205 671 человек, имелось 77 850 домохозяйств. Расовый состав:
- белые — 85,2 %

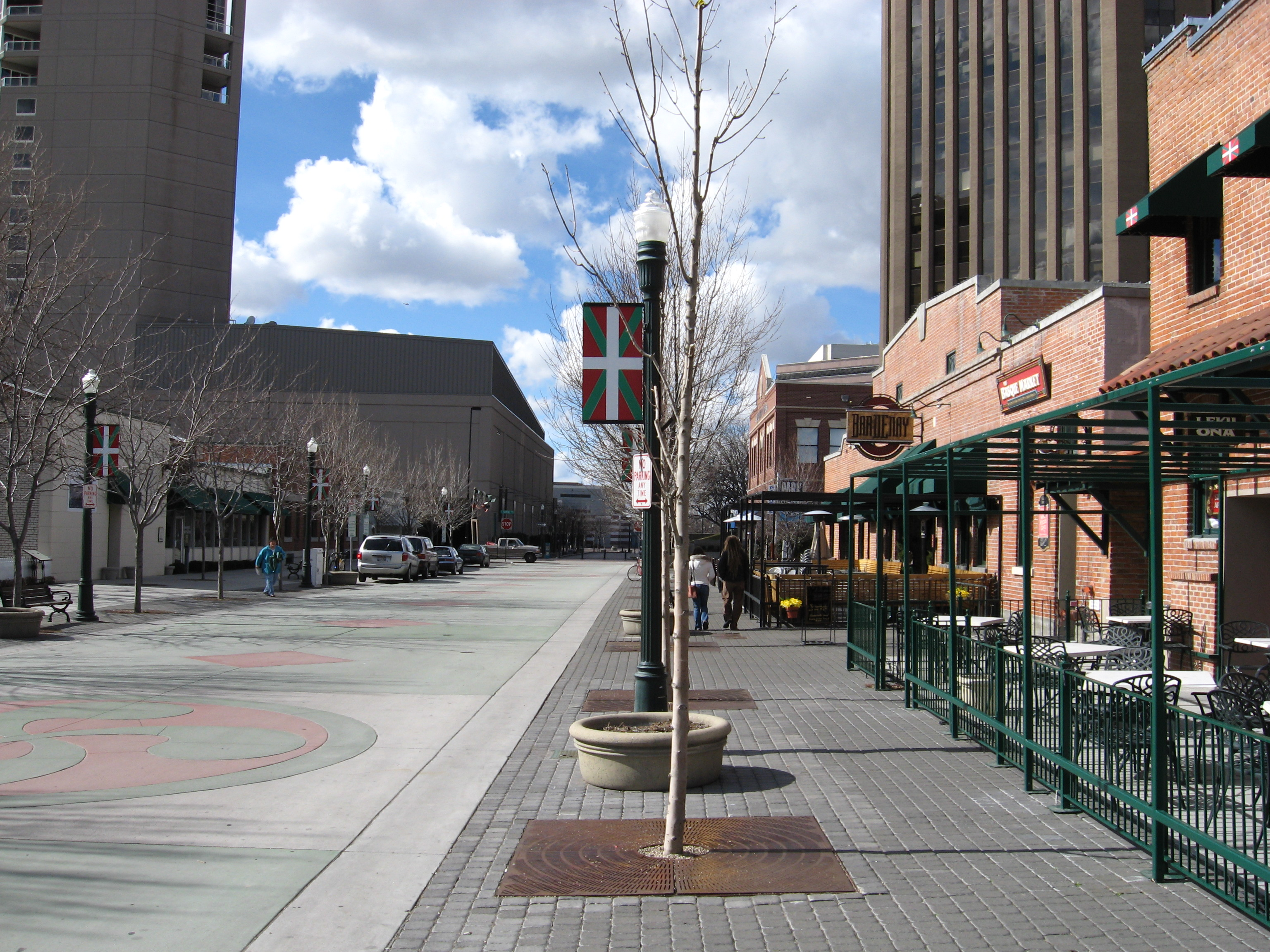
Баскский культурный центр

- латиноамериканцы (всех рас) — 7,1 %
- азиаты — 3,2 %
- Афроамериканцы — 1,5 %

Средний возраст горожан — 35 лет. Уровень преступности низок.
В Бойсе проживает около 15 000 басков, это крупнейшая баскская община в США и третья по численности в мире (за пределами Страны Басков).

## Экономика
Бойсе обладает современной высокоразвитой экономикой, являясь местом расположения штаб-квартир нескольких крупных компаний, таких как Micron Technology (электроника), Boise Cascade (производство бумаги), Albertsons (сеть супермаркетов), Simplot (удобрения и корма для скота), WinCo Foods (сеть супермаркетов), Bodybuilding.com (интернет-торговля спорттоварами). Имеется крупный завод фирмы Hewlett-Packard. В Бойсе находится более 20 колл-центров различных компаний (в том числе WDSGlobal, EDS, Teleperformance, DIRECTV и T-Mobile), в этих центрах работают около 7 000 человек.
Правительство штата также является одним из крупнейших работодателей города.

## Достопримечательности
Александер-хаус, внесенный в Национальный реестр исторических мест.

## Транспорт
Город обслуживается аэропортом Бойсе (ИАТА: BOI, ИКАО: KBOI), пассажирооборот которого в 2023 году составил 4,76 млн человек. Из аэропорта выполняются рейсы во все основные города США к западу от Миссисипи.
Через Бойсе проходит межштатное шоссе I-84, соединяющее Бойсе с Портлендом и Солт-Лейк-Сити.
Общественный транспорт представлен 24 автобусными линиями (управляющая компания — Valley Regional Transit).
В Бойсе очень популярны велосипеды, активно строятся велосипедные дорожки. По числу людей, пользующихся велосипедом для поездки на работу (3,9 %) Бойсе занимает 7-е место в США.